# Căn cứ liên hợp Lewis-McChord
Căn cứ liên hợp Lewis-McChord (tiếng Anh: Joint Base Lewis–McChord) là một căn cứ quân sự nằm trong quận Pierce và quận Thurston thuộc tiểu bang Washington, Hoa Kỳ.
Thành phố này được đặt tên theo. Theo điều tra dân số của Cục điều tra dân số Hoa Kỳ năm 2000, thành phố có dân số người.

## Địa lý
Theo Cục điều tra dân số Hoa Kỳ, thành phố có diện tích km2, trong đó có km2 là diện tích mặt nước.